# 줄리아 닉슨
줄리아 닉슨(Julia Nickson, 1958년 9월 11일 ~ )은 미국의 배우이다. 영화 《람보 2》의 여주인공 꼬바오 역으로 유명하다.

## 참여 작품

### 영화
- 람보 2
- K2 (영화)
- 더블 드래곤 (영화)
- 엄마의 장례식
- 레디 플레이어 원 (영화)

### 텔레비전
- 매그넘 P.I.
- 출동! 에어울프
- 스타 트렉: 더 넥스트 제너레이션
- 스타 트렉: 딥 스페이스 나인
- 바빌론 5
- 시카고 메디컬
- 시퀘스트 DSV
- 시티 레인져
- 더 영 앤 더 레스트리스
- JAG (드라마)
- 우리 생애 나날들
- 캐슬 (드라마)